# Буйна ватага
Буйна ватага (азерб. Dəcəl dəstə) — радянська дитяча кінокомедія 1937 року, знята режисеромами Олександром Поповим і Гамаром Селімзаде на кіностудії «Азерфільм».

## Сюжет
Фільм присвячений життю учнів однієї з бакинських шкіл.

## У ролях
- А. Варганова — Оля
- Муртуза Ахмедов — Гейдар
- А. Багірова — Ніна
- А. Мірзаєв — Юсіф
- Лейла Бадирбейлі — шкільна дівчина
- Н. Антонов — Міша
- Г. Молодцов — Гриша

## Знімальна група
- Режисери-постановники: Олександр Попов, Гамар Салімзаде
- Оператор: Леон Аристакесов
- Автор сценарія: Юрій Фідлер
- Композитор: Модест Бахчисарайцев
- Художник-гример: Віктор Аден
- Художник: Віктор Аден, Н. Селімханов, Норайр Оганян
- Звукооператор: М. Белоусов
- Помічник режисера: Зейнаб Казимова
- Автори текстів пісень: Расул Рза, Юрій Фідлер